# Eder Borelli
Eder Nicolás Borelli Cap (Monterrey, 25 novembre 1990) è un ex calciatore messicano, di ruolo difensore.
È figlio del calciatore argentino Jorge Borelli.